# Seznam osebnosti iz Občine Žalec
Seznam osebnosti iz občine Žalec vsebuje osebnosti, ki so se rodile, delovale ali umrle v občini Žalec.

## Religija
- Anton Breznik, duhovnik, pisec pratik (1737, Komenda – 1793, Žalec)
- Jožef Čede, duhovnik in nabožni pisatelj (1870, Griže – 1946, Studenice)
- Felicijan Globočnik, duhovnik in nabožni pisatelj (1810, Braslovče – 1873, Griže)
- Janez Goličnik, duhovnik čebelar in prevajalec (1737, Mozirje – 1807, Griže)
- Maksimilijan Jezernik, duhovnik, teolog, filozof, misiolog, pravnik in predavatelj (1922, Ponikva pri Žalcu – 2015, Celje)
- Janez Krumpak, duhovnik (1804, Kristan Vrh – 1862, Galicija)
- Melhior Lilija, duhovnik (1907, Zgornje Grušovlje – 1944, Črnomelj)
- Anton Veternik, bogoslovni pisec, duhovnik (1865, Lokrovec – 1946, Žalec)
- Anton Wolf, duhovnik in leksikograf (1802, Šempeter v Savinjski dolini – 1871, Kristan Vrh)

## Vojska
- Konrad Žilnik, narodni heroj (1919, Kaplja vas – 1944, Kozja, Srbija)

## Umetnost
- Ivan Ocvirk, glasbenik in skladatelj (1883, Šempeter v Savinjski dolini – 1951, Sisak)
- Borut Pečar, arhitekt, pisatelj, ilustrator in karikaturist (1931, Petrovče pri Celju – 2009, Ljubljana)
- Risto Savin (s pravim imenom Friderik Širca), častnik in skladatelj (1859, Žalec – 1948, Zagreb)
- Cvetko Ščuka, slikar (1895, Barkovlje, Furlanija - Julijska krajina, Italija – 1987, Žalec)
- Marko Vipotnik, slikar (1861, Griže – 1921, Žalec)

## Književnost
- Dane Debič, pisatelj, knjižničar in družbeno-politični delavec (1927, Vrbje – 2008, Žalec)
- Franziska Maria Elisabeth Haussmann, bolj znana kot Fany Haussmann oziroma Fanny Haussmann, domnevno prva slovenska pesnica nemškega rodu (1818, Bruck an der Mur – 1853, Dobriša vas, Žalec)
- Ferdo Kočevar - Žavčanin, pisatelj in publicist (1833, Žalec, – 1878, Feldhof pri  Gradcu)
- Andrej Munih, publicist, trgovec (1875, Podbrdo – 1919, Migojnice)
- France Onič, pesnik (1901, Petrovče – 1975, Ljubljana)
- Branko Zupanc, pesnik, pisatelj (1950, Migojnice)

## Izobraževanje
- Franc Jamšek, šolnik (1840, Žalec – 1892, Brestanica)
- Valentin Korun, šolnik, pisatelj (1865, Glinje – 1940, Ljubljana)
- Janko Košan, šolnik (1857, Ponikva pri Žalcu – Zgornja Ponikva – 1927, Maribor)
- Antonija Štupca, učiteljica, kulturna in socialna aktivistka, (1874, Šempeter v Savinjski dolini – 1962, Maribor)
- Marija Štupca, prosvetna delavka, humanitarka (1873, Šempeter v Savinjski dolini – 1955, Maribor)

## Humanistika
- Mirko Križman, jezikoslovec, germanist, pesnik in prevajalec, 1932, Ponikva pri Žalcu – Zgornja Ponikva – 2014, Maribor)
- Štefan Podboj, jezikoslovec (1881, Adamovo – 1914, Galicija)
- Rajko Vrečer, zgodovinar, glasbenik (1875, Teharje − 1962, Žalec)

## Gospodarstvo
- Simon Kukec, podjetnik, pivovar in hmeljar (1838, Povir pri  Sežani – 1910, Žalec)
- Ivan Naraks, izdelovalec orgel, (1869, Arja vas – 1924, Petrovče)
- Josip Širca, gospodarstvenik, društveni delavec, župan (1854, Žalec – 1933, Žalec)
- Štefan Zagoričnik, rudarski inženir (1921, Zabukovica – 1991, Ljubljana)
- Franc Žuža, pridelovalec hmelja in pivovar (1825, Žalec – 1871, Žalec)

## Pravo in politika
- Darko Černej, pravnik in diplomat, (1906, Griže – 1990, Ljubljana)
- Janez Hausenbichler, narodni gospodar, politik (1838, Žalec – 1896, Žalec)
- Ivan Jelen, politik, poslanec in rudar (1944, Ponikva pri Žalcu)
- Marianne Elisabeth Lloyd-Dolbey, osebna tajnica brunejskega sultana Omarja Alija Saifuddiena III. (1919, Drešinja vas – 1994, Celje)
- Fran Roblek, politik (1865, Žalec – 1935, Celje)
- Filip Uratnik, pravnik, agrarni ekonomist in strokovni pisec (1889, Podlog v Savinjski Dolini – 1967, Ljubljana)
- Albin Vipotnik, politični delavec (1907, Zabukovica – 1999, Ljubljana)

## Naravoslovje
- Martin Cilenšek, botanik in poljudnoznanstveni pisec (1848, Gotovlje – 1936, Ljubljana)
- Alojz Četina, agronom in predavatelj na Biotehniški fakulteti v Ljubljani (1930, Podlog v Savinjski Dolini – 2016, ?)
- Ivan Kač, kmetijski strokovnjak, zadružnik (1853, Ruše, Žalec – 1904, Žalec)
- Josip Teržan, agrokemik (1902, Petrovče – 1984, Ruše)
- Ivan Vizovišek, kemik (1918, Žalec – 1989, Ljubljana)
- Martin Zupanc, strokovnjak za živinorejo in publicist (1879, Gotovlje – 1951, Maribor)
- Ivan Žuža (tudi Suscha), geolog in montanist (1830, Žalec – 1903, Várpalota, Madžarska)

## Šport
- Petra Nareks, judoistka (1982, Žalec)
- Ivan Šumljak, planinec, markacist in pobudnik Slovenske planinske transverzale (1899, Žalec – 1984, ?)

## Osebnosti, ki so pustile sled
- Ivan Belle, sadjar, vinogradnik (1867, Dobe – 1924, Gradec, pokopan v  Žalcu)
- Fortunat Bergant slikar (1721, Mekinje – 1769, Ljubljana): Sv. Miklavž (olje na platnu, 1764, župnijska cerkev sv. Nikolaja)
- Mojca Cerjak, ilustratorka, oblikovalka (1959, Maribor): razstavljala v Žalcu
- Ferdo Fišer, agrotehnolog (1908, Koper): več del o hmelju v Žalcu
- Anton Flego, kipar in keramik (1938, Novo mesto): razstavljal v Žalcu
- Silvester Komel, slikar in likovni pedagog (1931, Rožna Dolina – 1983, Rožna Dolina): razstavljal v Žalcu
- Janez V. Praxmayer, slikar (med 1725 in 1775): naslikal sliko Sv. Roka, Boštjana in Vida za cerkev sv. Kancijana
- Elija Somrak, potujoči livar zvonov in topov (okoli 1570, ? – ?): leta 1603 v Žalcu
- Slavko Šlander, narodni heroj (1909, Dolenja vas – 1941, Maribor)
- Vekoslav Štampar, kmetijski strokovnjak, politični delavec (1889, Železne dveri – ?): na fronti v Galiciji
- Mihael Vošnjak, gospodarstvenik, politik (1837, Šoštanj – 1920, Glion, Vaud, Švica): pomagal pri ustanovitvi hranilnice v Žalcu
- Karel Zelenko, slikar, ilustrator in oblikovalec keramike (1925, Celje): razstavljal v Žalcu
- Milovan Zidar, agronom, politik (1931, Lemberg pri Šmarju): vodil ustanovitev, organizacijo in poslovanje Kmetijskega kombinata Žalec
- Andrej Žmavc, enolog, sadjar (1874, Slogonsko – 1950, Maribor): učil v Žalcu
- Jelica Žuža, slikarka (1922, Celje – 2014, ?): od leta 1960 živela v Žalcu
- Tone Wagner, strokovnjak za hmelj in rastlinske droge (1931, Ljubljana): vodi kolekcijski nasad zdravilnih in aromatičnih rastlin-drog v Žalcu
- Alojz Waldstein, odrski mojster in dekoracijski slikar (1858, Pischelsdorf in Steiermark – 1914, Ljubljana): v Žalcu sodeloval pri gradnji podeželskega odra in naslikal kulise
- Miroslav Širca (po njem se je imenovala šola v Petrovčah, pred njo stoji njegov kip)
- Ljuba Mikuš (po njej se je imenovala šola v Žalcu, pred njo stoji njen kip)